# Ференц Деак
Ференц Деак (на унгарски: Deák Ferenc) е унгарски държавник, един от създателите на Австро-Унгария.

## Политическа биография

### Ранна кариера
Ференц Деак произхожда от аристократичен род от западната унгарска област Зала, по това време част от Австрийската империя. Получава юридическо образование и работи като адвокат и нотариус до 1833 година, когато е избран за депутат в заседаващия в Пресбург унгарски парламент. Към края на 30–те години се издига като един от лидерите на либералната партия, която се бори срещу унгарските консерватори и австрийските власти за освобождаване на селяните от крепостната зависимост, премахване на данъчните привилегии на благородниците, общо равенство пред закона и свобода на изразяването. През 1843 година Деак отново е избран за депутат, но се отказва от мандата си заради кръвопролитие между свои избиратели и представители на клерикалната партия. Макар и извън парламента, Деак упражнява силно влияние върху политиката в Унгария, успявайки да обедини либералите зад своята програма за политически реформи в навечерието на изборите през 1847 година.

### По време на Революцията от 1848 година
След революцията в Пеща през 1848 година Деак получава депутатски мандат и допринася за изработването на Мартенските закони, с които Унгария получава широко самоуправление и правителство, отговорно пред парламента. През април влиза в състава на правителството, оглавено от Лайош Батяни, като министър на правосъдието. Подава оставка същата есен, след като не успява да предотврати разрива между радикалните националисти, предвождани от Лайош Кошут, и австрийските власти. В последвалата война Деак е част от делегацията, която прави последен опит за помирение, но е отхвърлена от имперския фелдмаршал Виндишгрец през януари 1849 година. Оттегля се в имението си Кехида и не участва в последвалите събития, завършили с потушаването на революцията от войските на император Франц Йосиф и установяване на немска администрация в Унгария.

### Начело на движението за конституционен компромис
Деак остава в самоналоженото си изгнание пет години, отказвайки сътрудничество с австрийските власти. През 1854 година той се премества в Пеща и от този момент започва да привлича патриотите в Унгария около идеята за пълно възстановяване на правдините от 1848 година с мирни средства. В парламента, свикан от Франц Йосиф през пролетта на 1861 година, Деак сплотява мнозинството от депутатите зад обръщение към императора, в което отхвърля частичните му политически отстъпки. Той е унгарският водач в преговорите за конституционен компромис, които се проточват повече от пет години. Непосредствено след поражението на Австрия във войната с Прусия от 1866 година Деак успява да убеди Франц Йосиф да възстанови унгарското самоуправление. Резултат от усилията му е формирането на отговорно пред парламента унгарско правителство начело с Дюла Андраши през февруари 1867 година. При пренията в унгарския парламент през пролетта на същата година, Деак защитава успешно така постигнатия компромис от нападките на крайните националисти и левицата.